# 赫伯特·韦斯特马克
赫伯特·韦斯特马克（瑞典語：Herbert Westermark，1891年8月30日—1981年10月29日），瑞典男子帆船运动员及医生。他曾代表瑞典参加1912年夏季奥林匹克运动会帆船比赛，获得一枚银牌。